# Monastère de Poganovo
Le monastère de Poganovo (en serbe cyrillique : Манастир Поганово ; en serbe latin : Manastir Poganovo) est un monastère orthodoxe serbe situé à Poganovo, dans le district de Pirot et dans la municipalité de Dimitrovgrad en Serbie. Il est inscrit sur la liste des monuments culturels de grande importance de la république de Serbie (identifiant no SK 222),,.
Le monastère et son église sont dédiés à saint Jean le Théologien,.

## Localisation

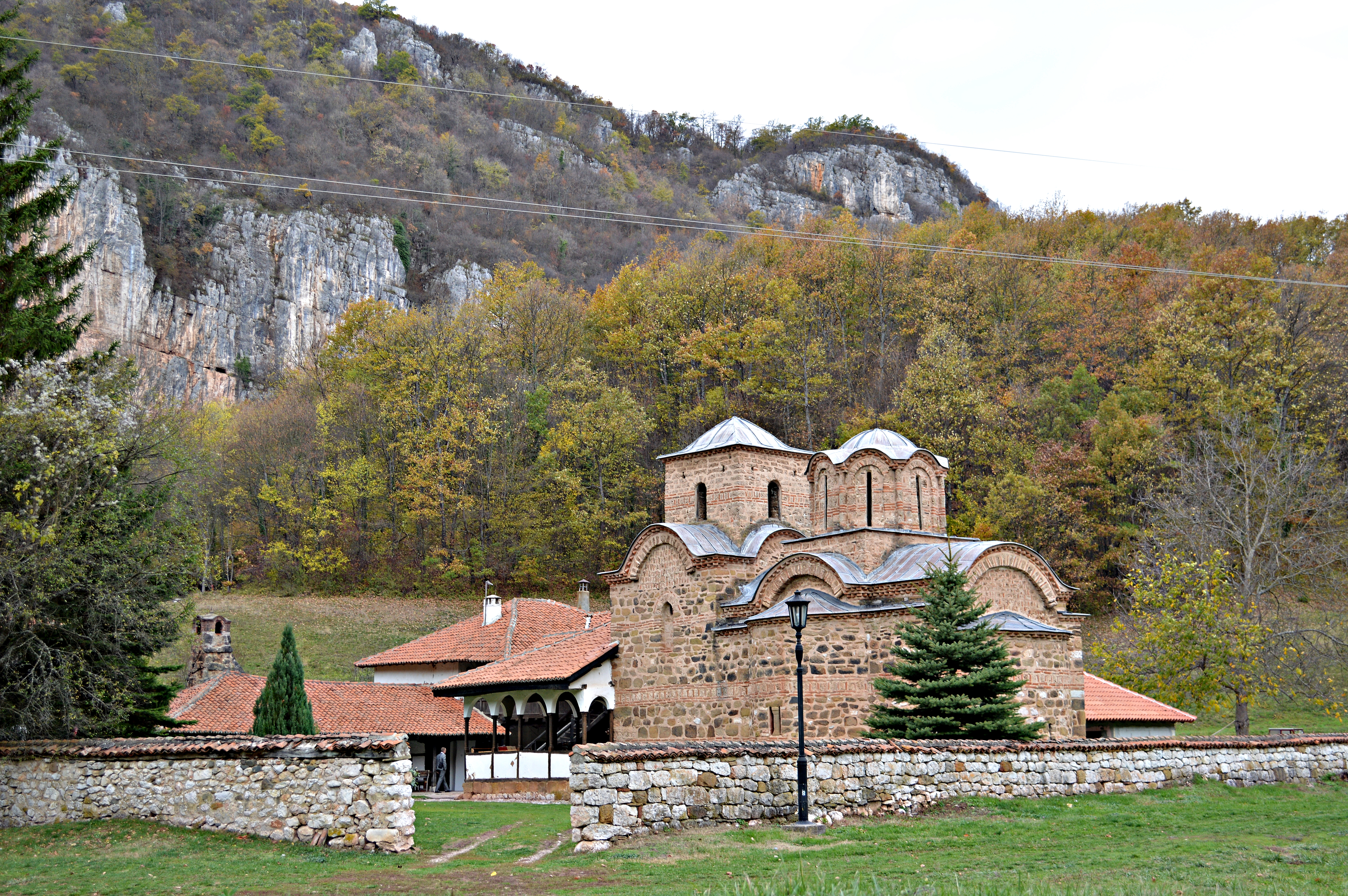
Vue du monastère.

Le monastère est situé dans les gorges de la rivière Jerma,.

## Historique
Selon la tradition, le monastère serait lié à l'empereur Constantin et à sa mère Hélène. Le père Teodor Titov, quant à lui, mentionne un parchemin indiquant que le monastère aurait été fondé par les Serbes avant 1130 ; il allègue aussi la présence d'une vieille icône dans la chapelle de la proscomidie sur laquelle serait inscrit le nom des souverains serbes les plus anciens. En revanche, l'historiographie récente a permis de dater l'établissement de façon plus rigoureuse. En fait, le monastère a été fondé en 1395 par le noble serbe Constantin Dragaš et par sa filleHélène, dont les noms figurent sur des pierres sur le côté est de l'église. Après la mort de Constantin Dragaš à la bataille de Rovine en 1395, les travaux de construction furent achevés par Hélène, la femme de l'empereur byzantin Manuel II Paléologue. En raison de son emplacement qui le rend particulièrement difficile d'accès, le monastère n'a jamais été dévasté et, de ce fait, a préservé son apparence d'origine.

## Architecture
L'église Saint-Jean s'inscrit dans un plan tréflé ramassé ; l'édifice est surmonté d'un dôme reposant sur un tambour hexagonal. Au-dessus du narthex s'élève un étage surmonté d'un clocher carré. Les façades sont rythmées par un jeu de pierres et de briques caractéristique de l'école moravienne, même si certaines décorations secondaires ne relèvent pas de ce style. En 1866, un porche doté de trois portes a été ajouté à la façade occidentale,.

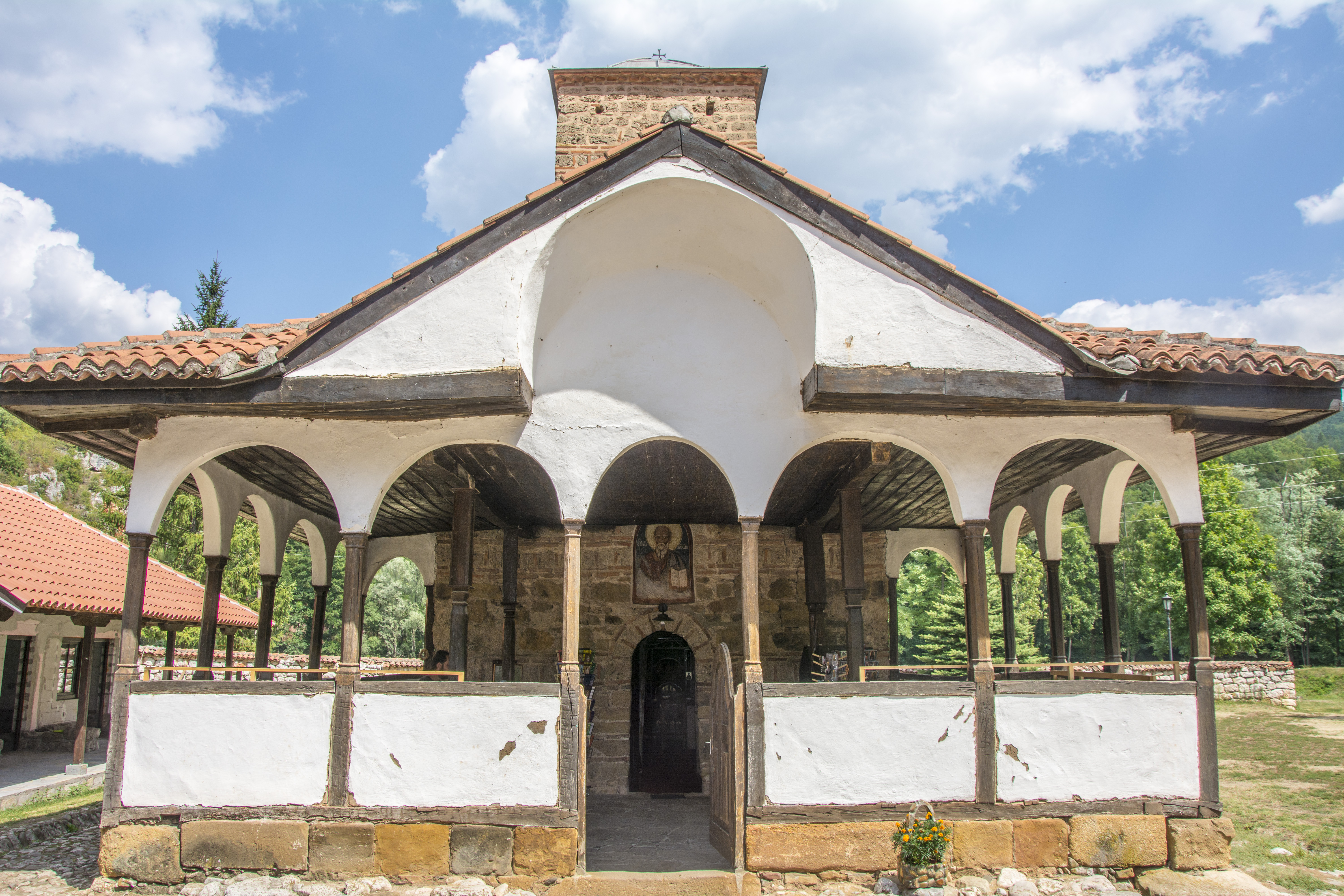
L'entrée de l'église

## Icônes et fresques
L'église a été peinte seulement en 1499 par un maître qui, par son style, pourrait venir du nord de la Grèce, ; le narthex, en revanche, est dépourvu de peintures.
Autrefois, l'église possédait une iconostase remontant à 1622 et abritant notamment une icône à double face représentant La Mère de Dieu et saint Jean réalisée au XIVe siècle et offerte au monastère par l'impératrice Hélène en mémoire de son père. L'iconostase et l'icône se trouvent aujourd'hui à Sofia,.

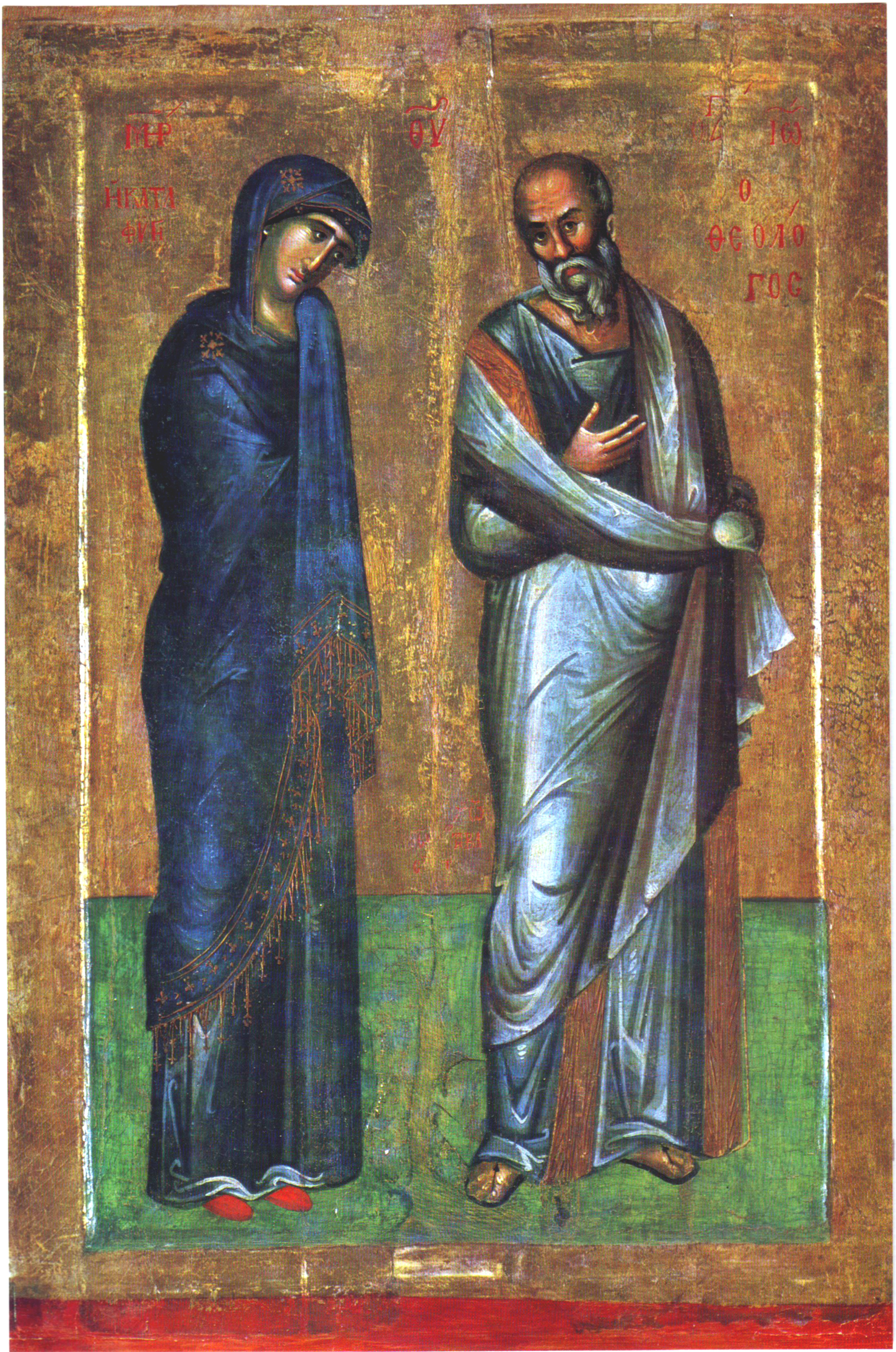
Icône de la Mère de Dieu avec l'apôtre Jean, XIVe siècle, aujourd'hui conservée à Sofia
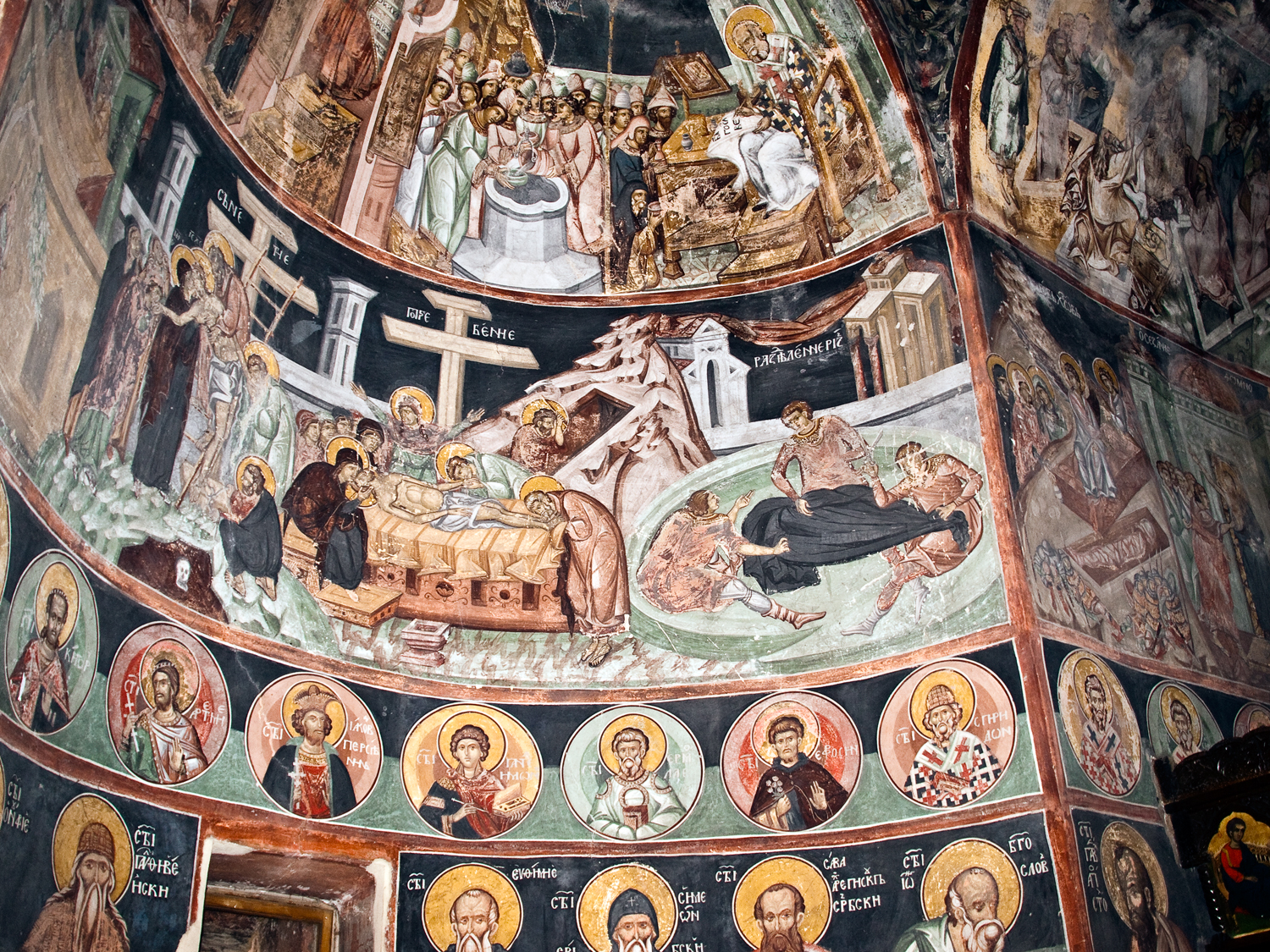
Fresque de la Déposition du Christ

## Autres

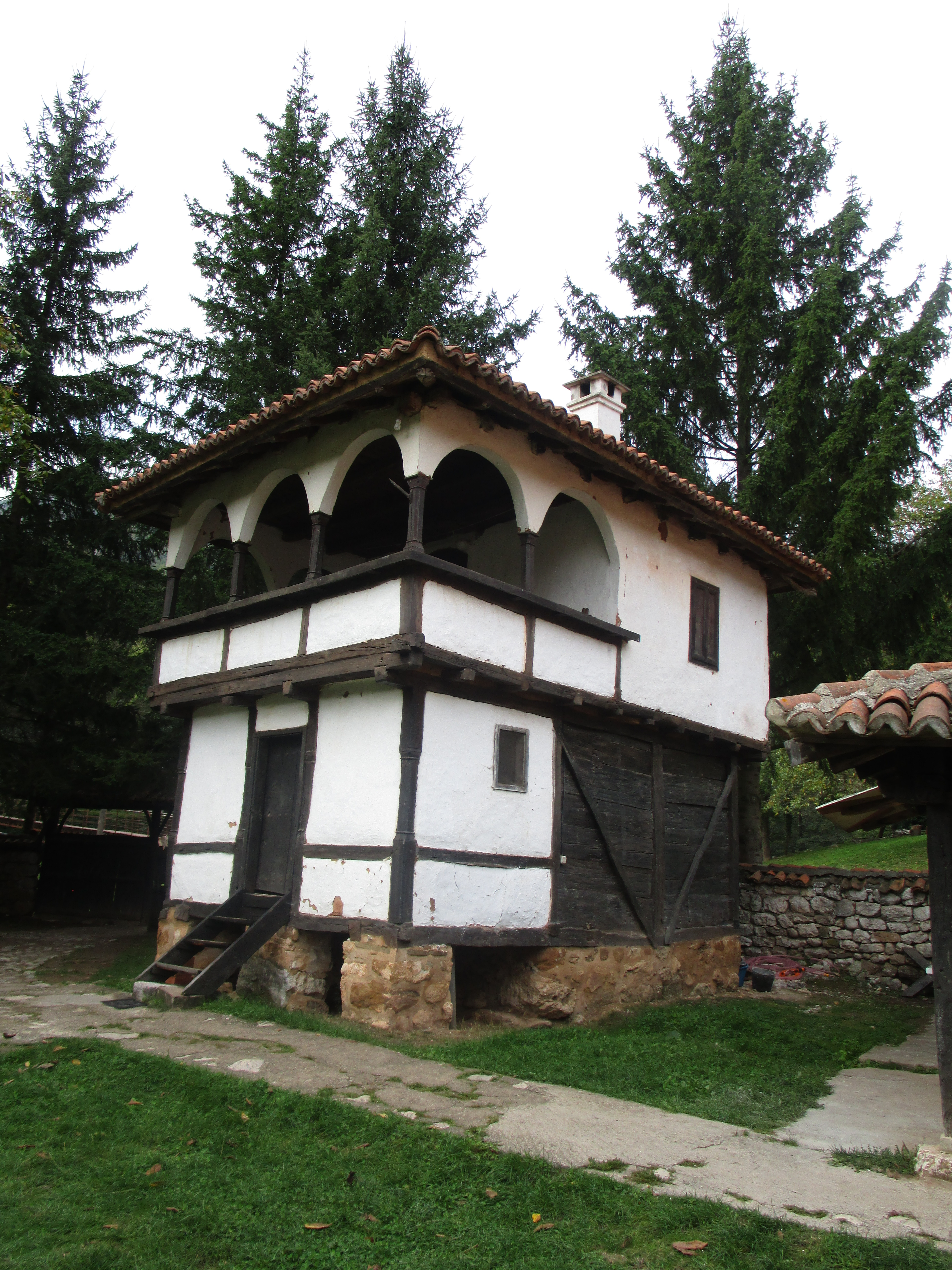
Le konak du monastère